# Mission Pays basque
Pour plus de détails, voir Fiche technique et Distribution.
Mission Pays basque est une comédie française réalisée par Ludovic Bernard, sortie en 2017.

## Synopsis
Sybille Garnier (Élodie Fontan), jeune cadre parisienne ambitieuse, croit avoir fait l'affaire du siècle en rachetant pour une bouchée de pain la quincaillerie de Ferran Beitialarrangoïta (Daniel Prévost) située au Pays basque. Or, elle apprend que ce dernier est sous curatelle. Elle doit donc négocier avec Ramuntxo (Florent Peyre), son neveu, pour obtenir la boutique, censée devenir un supermarché. Ramuntxo, chanteur à ses heures et Basque jusqu'au bout des ongles, va lui mener la vie dure. Sybille, accompagnée de son stagiaire et futur beau-frère Gaëtan Moralès, s'accroche face aux Basques prêts à tout pour garder leur magasin. Il faut qu'elle réussisse sinon elle perdra son travail. 
Commence alors un jeu du chat et de la souris entre la citadine et l'amoureux de sa terre.

## Fiche technique
- Titre : Mission Pays basque
- Titres de travail : Calimocho[1], Les Espadrilles[1]
- Réalisation : Ludovic Bernard
- Scénario : Michel Delgado et Éric Heumann
- Décors : Mathieu Menut
- Costumes : Claire Lacaze
- Photographie : Yannick Ressigeac
- Montage : Romain Rioult
- Musique : Lucien Papalu et Laurent Sauvagnac
- Producteur : Éric Heumann et Maurice Kantor
  - Producteur exécutif : Rahma Goubar
  - Producteur associé : David Ermacora
- Production : Paradis Films, Orange Studio et D. Livingstone
- Distribution : Paradis Films
- Pays d’origine :  France
- Format : couleur
- Genre : comédie
- Durée : 100 minutes
- Dates de sortie :
  - France : 12 juillet 2017

## Distribution
- Élodie Fontan : Sibylle Garnier
- Florent Peyre : Ramuntxo Beitialarrangoïta
- Daniel Prévost : Ferran Beitialarrangoïta, oncle de Ramuntxo
- Nicolas Bridet : Raphaël Moralès, compagnon de Sibylle
- Barbara Cabrita : Arantxa, ex-compagne de Ramuntxo
- Ludovic Berthillot : Altzibar
- Ilona Bachelier : Mirentxu
- Damien Ferdel : Gaëtan Moralès, frère de Raphaël, stagiaire de Sibylle
- Arièle Semenoff : Jackie Moralès, mère de Raphaël et de Gaëtan
- Éric Naggar : Olivier Huysmans
- Éric Bougnon : Patxi, l'apiculteur
- Yann Papin : Xabi, le producteur de fromages
- Patrick Ligardes : le réceptionniste
- Gérard Moulèvrier : le médecin d'urgence

## Production

### Lieux de tournage
- Sare
- Gare de Bayonne
- Saint-Jean-de-Luz

## Musique
- La Belle de Cadix (chanté par Ramuntxo).
- Maman la plus belle du monde (chanté par Ramuntxo).
- Mexico (chanté par Ramuntxo).
- Chœur des esclaves du 3e acte de l'opéra Nabucco de Giuseppe Verdi.
- Time of the Season.
- The Best par Tina Turner.
- Bagarre par Ontuak.
- Hegoak par Ontuak.

## Festivals
- Dinard Comedy Festival
- Festival du film Francophone de Berlin, Allemagne.

## Accueil

### Critiques
Femme actuelle : « Un film léger et estival ».
Voici : « C'est mission accomplie ».